# Sedgefield (plaats)
Sedgefield is een civil parish in het bestuurlijke gebied Sedgefield, in het Engelse graafschap Durham en telt in 2011 ongeveer 5200 inwoners.
Van 1983 tot zijn afscheid als premier was Tony Blair parlementslid voor het district Sedgefield.
In de 19e eeuw werd Zuid-Afrikaans politicus Henry Barrington geboren in Sedgefield.